# Landon Ronald
Sir Landon Ronald, nato Landon Ronald Russell (Kensington, 7 giugno 1873 – Londra, 14 agosto 1938), è stato un direttore d'orchestra, compositore, pianista, insegnante ed amministratore inglese.
All'inizio della sua carriera si guadagnava da vivere come accompagnatore e répétiteur, ma lottò per farsi strada come direttore. In assenza di opere liriche o sinfoniche, si guadagnò da vivere come direttore d'orchestra e compositore negli spettacoli dei teatri del West End tra la fine del XIX e l'inizio del XX secolo. Con la fondazione della London Symphony Orchestra nel 1904, la sua carriera iniziò a prosperare e nel 1908 era abbastanza affermato da essere scelto per succedere a Thomas Beecham come direttore della New Symphony Orchestra di Londra.
Ronald era un appassionato di registrazioni e collaborò con la Gramophone Company (in seguito parte della EMI) dal 1900 per il resto della sua vita.
Dal 1910 fino a poco prima della sua morte Ronald fu il preside della Guildhall School of Music di Londra. In quel ruolo modernizzò i programmi ed elevò i suoi standard esecutivi per competere con i principali istituti di formazione musicale come la Royal Academy of Music ed il Royal College of Music.

## Biografia

### Primi anni
Ronald nacque a Kensington, Londra, figlio illegittimo di Henry Russell, cantante, cantautore e commerciante e della sua compagna Hannah de Lara, pittrice. Era il fratello minore dell'impresario Henry Russell e fratellastro del romanziere William Clark Russell. Studiò alla St Marylebone Grammar School e in un collegio di Margate e prese lezioni private di musica dal violinista Henry Holmes e dal compositore Kate Loder. Tra il 1884 e il 1890 fu iscritto al Royal College of Music, dove studiò sotto Hubert Parry e Charles Villiers Stanford.
Nel 1891 Ronald fu nominato "maestro al piano" (accompagnatore e répétiteur) alla Royal Opera House; questa fu un'esperienza preziosa che lo mise in contatto con cantanti di spicco e con le partiture del repertorio operistico. Nelle sue memorie Nellie Melba raccontò come Ronald la istruì su Manon, suonando l'accompagnamento a memoria, dopo aver imparato il pezzo da zero durante la notte. L'anno seguente divenne direttore della compagnia di tournée di Augustus Harris. Nel 1894 fece un tour negli Stati Uniti come accompagnatore per la Melba. Compose musica per pianoforte e canzoni, alcune delle quali sono state ben accolte. Ha diretto per la prima volta al Covent Garden nel luglio 1896, per una produzione di Faust, con Melba, Charles Bonnard e Pol Plançon. Nell'agosto 1897 sposò Mimi Ettlinger (1873–1932), figlia di un commerciante di tessuti di Francoforte; ebbero un solo figlio.
All'epoca il lavoro in campo operistico e concertistico scarseggiava per i giovani direttori inglesi; Ronald fu obbligato a cercare lavoro nella commedia musicale tra la fine del 1890 e l'inizio del 1900. Tra quelli per i quali diresse e composto figurano Harry Graham, Lionel Brough, Kate Cutler, Evie Greene e John Le Hay. Né questo impiego né il suo impegno dal 1898 come direttore dei concerti dei Winter Gardens a Blackpool aiutarono il suo avanzamento professionale nell'atmosfera snob della Inghilterra fin de siècle.
Ronald continuò a comporre musica seria; scrisse un ciclo di canzoni, "Summertime", per il tenore Ben Davies, che lo presentò per la prima volta nel 1901. Il critico musicale del The Manchester Guardian definì le canzoni "melodiose", ma ha aggiunse che "hanno colpito per il loro grazioso carattere lirico piuttosto che per la prova di qualsiasi fantasia inventiva".

### HMV e impegni orchestrali
Nel 1900 Ronald fu avvicinato da Fred Gaisberg della casa discografica Gramophone Company, predecessore della EMI. Accettò l'incarico di consulente musicale e fu pianista in molte delle prime registrazioni delle canzoni della compagnia. Gaisberg calcolò che i vari contatti musicali di Ronald avrebbero aiutato la nuova compagnia a reclutare gli illustri artisti di cui aveva bisogno. Ronald aiutò la compagnia a iscrivere la Melba e altri cantanti di spicco tra cui Adelina Patti, Charles Santley ed Enrico Caruso. Rimase in collaborazione stretta con la HMV per il resto della sua carriera, diventando regista nel 1930 e direttore-fondatore della Electrical and Musical Industries (EMI), costituita dalla fusione di HMV con la sua rivale, la Columbia Graphophone Company nel 1931.
Nel 1901 Ronald fu direttore dei concerti della Queen's Hall di Londra e nello stesso anno fu sotto contratto dai Winter Gardens di Blackpool come direttore dei concerti estivi della domenica fino a quando si esibirono Adelina Patti, Nellie Melba e Caruso. Mantenne questa posizione fino alla prima guerra mondiale. Ronald iniziò a fare progressi come direttore dopo la fondazione della London Symphony Orchestra (LSO) nel 1904. Fu spesso direttore ospite della LSO e nel 1905 fu nominato direttore dei Birmingham Promenade Concerts. Quando Thomas Beecham si separò dalla New Symphony Orchestra nel 1908, Ronald gli succedette come direttore. L'orchestra diventò in seguito nota come l'orchestra della Royal Albert Hall; Ronald rimase con essa fino al 1928, quando si sciolse. Lui e l'orchestra iniziarono a registrare per l'HMV nel 1909. Il loro repertorio di registrazioni comprendeva principalmente ouverture e brevi brani orchestrali, principalmente di Ciajkovskij e Wagner, ma anche lavori più lunghi tra cui la suite Peer Gynt e la Sinfonia Incompiuta di Schubert. Ronald lavorò anche con la Scottish Orchestra e nei paesi dell'Europa continentale.
Landon Ronald diresse oltre quattrocento volte alla Royal Albert Hall di Londra tra il 1898 e il 1936, principalmente con l'Orchestra della Royal Albert Hall. La sua ultima esibizione alla Hall fu il 4 febbraio 1936 per il "Concerto commemorativo in ricordo della Sua Graziosa Maestà Re Giorgio V", in cui diresse e suonò il piano.
Ronald era anche strettamente legato alla musica di Elgar. Nei suoi anni successivi ricordava che Parry "mi ha dato una pacca sulla schiena e ha detto 'Ho ascoltato ieri Richter eseguire le Variazioni Enigma di un certo signor Elgar, che è la cosa più bella che abbia ascoltato da anni. Cerca la musica di quest'uomo". Fu il pianista nella prima esecuzione della Sonata per violino in mi minore di Elgar nel 1919, con il violinista W H Reed e fu il dedicatario di Falstaff, un'opera considerata da alcuni come il capolavoro di Elgar, sebbene Ronald ammettesse privatamente: "Non ho mai capito un accidente del pezzo". Registrò poco della musica di Elgar, perché la HMV aveva messo sotto contratto il compositore per registrare le sue opere; Ronald registrò la Coronation Ode e la "Coronation March" nel marzo del 1935, un anno dopo la morte di Elgar.
Come direttore Ronald era particolarmente noto come accompagnatore di concerti; il critico Robert Elkin descrisse Arthur Nikisch come "il miglior accompagnatore fino a Landon Ronald". Il suo repertorio era limitato. A differenza di Adrian Boult, non sentiva il dovere di presentare opere moderne difficili. Elgar e Richard Strauss furono gli unici compositori contemporanei alla cui musica era molto legato. Si ritirò dalla direzione nel 1929.

### Ultimi anni

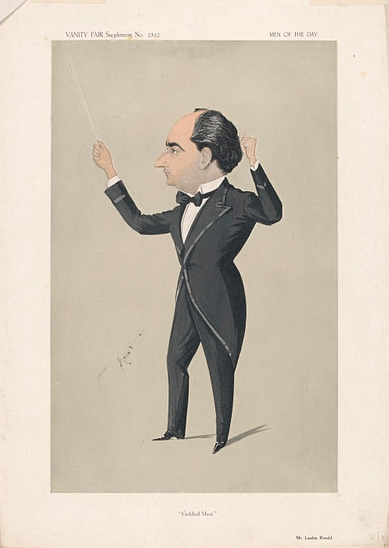
"Guildhall Music"
Ronald come caricaturato in Vanity Fair, dicembre 1913

Nel 1910 Ronald succedette a William Hayman Cummings come preside della Guildhall School of Music, un incarico che ricoprì fino al 1938. Revisionò i programmi e l'amministrazione della scuola. Secondo il suo biografo, Raymond Holden, "Modernizzando i metodi di insegnamento e aumentando il morale di coloro che lavorano e studiano presso l'istituzione, ha sollevato lo status della scuola". Formò anche un circolo di professori per portare uno spirito più collegiale nella scuola. Sotto Ronald gli standard di insegnamento furono allineati a quelli della Royal Academy of Music e del Royal College of Music. Negli ultimi anni mise anche molto in rilievo l'importanza della musica dal vivo e si preoccupò che la radiodiffusione e il grammofono rendessero la musica così onnipresente e accessibile con facilità da non essere più straordinaria.
Tra la produzione di Ronald come compositore ci sono più di 200 canzoni. Comprendono "Serenade espagnole" incisa da Caruso. Il critico Michael Kennedy scrive: "Le sue composizioni includono un poema sinfonico, un'ouverture, un balletto, Britannia's Realm, composto per l'incoronazione di Edoardo VII nel 1902 e musiche di scena per The Garden of Allah di Robert Hichens (1921, Drury Lane), ma è la sua canzone Down in the Forest che è sopravvissuta."
Ronald fu nominato cavaliere nel 1922 e nello stesso anno pubblicò un volume di memorie, Variations on a Personal Theme (Variazioni su un tema personale). Pubblicò un secondo volume, Myself and Others, nel 1931. Nel 1932 la moglie di Ronald si suicidò; poco tempo dopo sposò Mollie Callison di Manchester.
Ronald morì a Londra all'età di 65 anni dopo due anni in cui la sua salute stava declinando.